# Renato de Araújo Chaves Júnior
Renato de Araújo Chaves Júnior, conosciuto semplicemente come Renato (San Paolo, 4 maggio 1990), è un ex calciatore brasiliano, di ruolo difensore.

## Palmarès
- Campeonato Brasileiro Série B: 1

Portuguesa: 2011